# سيرجيو آبرو
سيرجيو آبرو (بالإسبانية: Sergio Abreu)‏ هو دبلوماسي ومحامي وسياسي أوروغواني، ولد في 12 نوفمبر 1945 في مونتفيدو في الأوروغواي. حزبياً، نشط في الحزب الوطني (الأوروغواي). وقد انتخب وزير الشؤون الخارجية.